# Crveno Brdo (Srebrenik)
Crveno Brdo är en ort i Bosnien och Hercegovina. Den ligger i entiteten Federationen Bosnien och Hercegovina, i den nordöstra delen av landet, 90 km norr om huvudstaden Sarajevo. Crveno Brdo ligger 548 meter över havet och antalet invånare är 224.
Terrängen runt Crveno Brdo är huvudsakligen kuperad, men åt sydväst är den platt. Crveno Brdo ligger uppe på en höjd.Runt Crveno Brdo är det ganska tätbefolkat, med 93 invånare per kvadratkilometer.. Närmaste större samhälle är Tuzla, 16,0 km söder om Crveno Brdo.
I omgivningarna runt Crveno Brdo växer i huvudsak lövfällande lövskog.